# Solar dos Leme
O solar dos Leme foi construído no sitio da Quinta do Leme no século XVII pela nobre família Leme, que tinha origem belga (Lem). A família foi formada por António Leme, nascido em Fuentes de Mayo, na Galiza em 1431, mas que foi criado na Flandres, Bélgica.
Este foi um dos primeiros nobres a se instalar nos arredores da vila do Funchal, onde estabeleceu a sede de um morgadio.[carece de fontes?] Na quinta dos Leme, foi construída uma capela dedicada a São Filipe, que fazia parte da casa de moradia dos Lemes. Foi Construída no século XVI e reedificada no século XVII e século XVIII, sendo uma das mais antigas capelas da freguesia de Santo António. Devido a um violento sismo ocorrido em  31 de Março de 1748, a capela ficou em muito mau estado tendo sido reconstruída.
Atualmente, no Solar dos Leme funciona o Serviço Técnico de Educação de Deficientes Intelectuais da Quinta do Leme, instituição criada em 1968 para o tratamento e ensino de crianças com necessidades educativas especiais.

## António Leme, o fundador da nobre família Leme
António Leme nasceu em Fuentes de Mayo, Galiza, em 1431, todavia, foi criado na Flandres, Bélgica. Mais tarde, foi para Lisboa em representação dos interesses comerciais do seu pai, tendo ido para África enquanto cavaleiro, onde se distinguiu pelas suas imensas competências bélicas na tomada de Tânger e Arzila, em 1463. Em consequência disso, o rei D. Afonso V fê-lo fidalgo da Casa Real, concedeu-lhe o foro de fidalgo cavaleiro, deu-lhe a mercê de usar as armas dos Lems sem diferença e, inclusivamente, aos seus descendentes de legítimo matrimónio, o que se encontra na carta de 12 de novembro de 1471 guardada na Torre do Tombo. O brasão de armas dos Lemes caracteriza-se por ser "em campo de ouro, cinco melros pretos, em santor, sem pés nem bicos, por timbre um dos melros do escudo em uma aspa de ouro".
Após 1475, estabeleceu-se no Funchal, Ilha da Madeira e foi várias vezes Vereador desta cidade. Entre 1486 e 1488, as Ordenações do Reino definiam-no como "homem bom", ou seja, como cidadão morador, proprietário, com renda superior a certa quantia estipulada, podendo votar e ser votado. Em São Vicente, os Lemes assumiram o Engenho de São Jorge dos Erasmos, considerado pelos estudiosos da área económica como uma das primeiras multinacionais de todo o Mundo.
Com o intuito de perpetuar o apelido Leme como sucessor, Pedro Leme, sucessor do apelido Leme, institui o morgado dos Leme e impõe-se como administrador deste morgadio. Por sucessão deste morgadio, Inácio da Câmara Leme, tenente general da Madeira e homem de grande prestígio na ilha, que reedificou a casa e a capela da Quinta do Leme em meados do século XVII. O tenente general Inácio da Câmara Leme representa a união entre os Câmaras, descendentes de João Gonçalves Zarco, e os Lemes, originando uma das mais distintas famílias da nobreza da Ilha da Madeira, os Câmara Leme, que estabeleceram laços matrimoniais com as restantes famílias da elite local, estando este apelido presente em inúmeras personalidades, como o 1.º Conde de Cannavial, João da Câmara Leme Homem de Vasconcelos e o 2.º Conde do Carvalhal, António Leandro da Câmara Leme do Carvalhal Esmeraldo de Atouguia de Sá Machado.
O último Leme na administração do morgadio foi Francisco António da Câmara Leme, uma vez que faleceu sem sucessor, em 1832, passando o morgadio ao sobrinho João Carvalhal Esmeraldo de Bettencourt de Sá Machado, 1º conde de Carvalhal, pertencendo assim, o morgado dos Lemes à Casa Carvalhal.